# Laxe (Saviñao)
Laxe (llamada oficialmente San Fiz da Laxe) es una parroquia española del municipio de Saviñao, en la provincia de Lugo, Galicia.

## Otras denominaciones
La parroquia también es conocida por el nombre de San Fiz de Laxe.

## Límites
Limita con las parroquias de Ribas de Miño al norte, Piñeiro y Vilatán al este, Freán al sur, y Louredo al oeste.

## Organización territorial
La parroquia está formada por seis entidades de población:

### Entidades de población
Entidades de población que forman parte de la parroquia:
- A Veiga
- Beleigán
- Fondo de Vila
- Gonzán
- Meitriz

### Despoblado
Despoblado que forma parte de la parroquia:
- San Fiz

## Demografía
| Gráfica de evolución demográfica de Laxe entre 2000 y 2021 |
|                                                            |
| Datos según el nomenclátor publicado por el INE.           |